# Nueva Rosita
Nueva Rosita – miasto w północno-wschodnim Meksyku (Coahuila).
Liczba mieszkańców w 2003 roku wynosiła ok. 37 tys. W mieście znajdują się kopalnie węgla kamiennego, huta żelaza i koksownia.